# 후쿠오카현 제11구
후쿠오카현 제11구(福岡県 第11区)는 일본의 중의원 선거구이다. 1994년 공직선거법으로 신설되었다.

## 지역
- 다가와시
- 유쿠하시시
- 다가와군
- 미야코 군
- 지쿠조군

## 역대 중의원 의원
- 야마모토 고조 (소속정당: 자유민주당, 임기: 1996년 ~ 2003년)
- 다케다 료타 (소속정당: 자유민주당, 임기: 2005년 ~ 현재)

## 같이 보기
- 일본 중의원 소선거구제 선거구 목록